# スミーゲハムン
スミーゲハムン（スウェーデン語: Smygehamn）はスウェーデンのスコーネ県トレレボリ市の最南端に位置する地域で、2010年時点で1,278人の住民がいる。
1887年から1957年の間、スミーゲハムンにはスウェーデンにおける最南端の鉄道駅（小教区にちなんでÖstratorpと呼ばれていた）が設置されていた。
スウェーデンの最南端スミーゲフークは、南西約1 kmのところに位置している。